# Іван Гарсія
Іван Гарсія  (ісп. Iván García, 25 жовтня 1993) — мексиканський стрибун у воду, олімпійський медаліст.

## Виступи на Олімпіадах
| Олімпіада   | Дисципліна                | Місце |
| ----------- | ------------------------- | ----- |
| Лондон 2012 | вишка                     | 7     |
| Лондон 2012 | синхронні стрибки з вишки | 2     |